# Sălcioara
Sălcioara es una comuna ubicada en el distrito de Dâmbovița, Rumania.

## Superficie
Posee una superficie de 59,12 kilómetros cuadrados.

## Demografía
Hasta 2021 la población era de 3742 habitantes, con una densidad de población de 63,29 habitantes por kilómetro cuadrado.